# Judy Connor
Pour les articles homonymes, voir Connor.
Judith « Judy » Connor (née le 18 novembre 1953) est une joueuse de tennis néo-zélandaise, professionnelle à la fin des années 1970. Elle est aussi connue sous son nom de femme mariée, Judy Connor-Chaloner.
Elle a notamment remporté en 1979 la finale de l'Open d'Australie, aux côtés de Diane Evers.

## Palmarès

### Titre en simple dames
Aucun

### Finale en simple dames
Aucune

### Titre en double dames
| No | Date       | Nom et lieu du tournoi    | Catégorie | Dotation  | Surface      | Partenaire  | Finalistes                      | Score         |          |
| -- | ---------- | ------------------------- | --------- | --------- | ------------ | ----------- | ------------------------------- | ------------- | -------- |
| 1  | 24-12-1979 | Australian Open Melbourne | G. Chelem | 350 000 $ | Gazon (ext.) | Diane Evers | Leanne Harrison Marcella Mesker | 6-2, 1-6, 6-0 | Parcours |

### Finales en double dames
| No | Date       | Nom et lieu du tournoi       | Catégorie | Dotation | Surface         | Vainqueures                 | Partenaire  | Score         |          |
| -- | ---------- | ---------------------------- | --------- | -------- | --------------- | --------------------------- | ----------- | ------------- | -------- |
| 1  | 20-03-1977 | McFarlin Cup San Antonio     |           | 20 000 $ | Moquette (int.) | Karen Krantzcke Kym Ruddell | Jane Preyer | 6-3, 6-0      | Parcours |
| 2  | 04-12-1978 | Sydney Toyota Classic Sydney |           | 75 000 $ | Gazon (ext.)    | Kerry Reid Wendy Turnbull   | Anne Hobbs  | 6-2, 4-6, 6-2 | Parcours |

## Parcours en Grand Chelem

### En simple dames
| Année | Open d'Australie (janvier) | Open d'Australie (janvier) | Internationaux de France | Internationaux de France | Wimbledon      | Wimbledon       | US Open | US Open | Open d'Australie (décembre) | Open d'Australie (décembre) |
| ----- | -------------------------- | -------------------------- | ------------------------ | ------------------------ | -------------- | --------------- | ------- | ------- | --------------------------- | --------------------------- |
| 1975  | -                          | -                          | -                        | -                        | 2e tour (1/32) | Renáta Tomanová | -       | -       | n/a                         | n/a                         |
| 1977  | 1er tour (1/16)            | Karen Krantzcke            | 1er tour (1/32)          | Mary Carillo             | -              | -               | -       | -       | -                           | -                           |
| 1978  | n/a                        | n/a                        | -                        | -                        | 2e tour (1/32) | Laura duPont    | -       | -       | 1er tour (1/16)             | Nina Bohm                   |
| 1979  | n/a                        | n/a                        | -                        | -                        | -              | -               | -       | -       | 2e tour (1/8)               | Janet Newberry              |

À droite du résultat, l’ultime adversaire.

### En double dames
| Année | Open d'Australie (janvier)  | Open d'Australie (janvier) | Internationaux de France | Internationaux de France | Wimbledon                     | Wimbledon                  | US Open                      | US Open                | Open d'Australie (décembre) | Open d'Australie (décembre) |
| ----- | --------------------------- | -------------------------- | ------------------------ | ------------------------ | ----------------------------- | -------------------------- | ---------------------------- | ---------------------- | --------------------------- | --------------------------- |
| 1976  | -                           | -                          | -                        | -                        | 2e tour (1/16) Y. Vermaak     | Mona Guerrant Ann Kiyomura | -                            | -                      | n/a                         | n/a                         |
| 1977  | 1er tour (1/8) R. Maršíková | D. Marzano Chris O'Neil    | -                        | -                        | 1er tour (1/32) Tanya Harford | L. Charles Sue Mappin      | -                            | -                      | -                           | -                           |
| 1978  | n/a                         | n/a                        | -                        | -                        | -                             | -                          | -                            | -                      | 1er tour (1/8) P. Coleman   | Chris O'Neil Uschi Ulrich   |
| 1979  | n/a                         | n/a                        | -                        | -                        | -                             | -                          | 1er tour (1/32) Jean Nachand | K. Horvath S. Mascarin | Victoire Diane Evers        | L. Harrison M. Mesker       |
| 1980  | n/a                         | n/a                        | -                        | -                        | -                             | -                          | -                            | -                      | 1er tour (1/16) Diane Evers | Duk-Hee Lee E. Little       |

Sous le résultat, la partenaire ; à droite, l’ultime équipe adverse.

### En double mixte
| Année | Open d'Australie (janvier), | Open d'Australie (janvier), | Internationaux de France | Internationaux de France | Wimbledon                     | Wimbledon                  | US Open | US Open | Open d'Australie (décembre), | Open d'Australie (décembre), |
| ----- | --------------------------- | --------------------------- | ------------------------ | ------------------------ | ----------------------------- | -------------------------- | ------- | ------- | ---------------------------- | ---------------------------- |
| 1973  | n/a                         | n/a                         | -                        | -                        | 2e tour (1/32) Jeff Simpson   | Olga Morozova A. Metreveli | -       | -       | n/a                          | n/a                          |
| 1974  | n/a                         | n/a                         | -                        | -                        | 2e tour (1/32) Anthony Parun  | K. Kemmer Gene Scott       | -       | -       | n/a                          | n/a                          |
| 1975  | n/a                         | n/a                         | -                        | -                        | 1er tour (1/32) Anthony Parun | Ilana Kloss S. Stewart     | -       | -       | n/a                          | n/a                          |
| 1976  | n/a                         | n/a                         | -                        | -                        | 1er tour (1/32) Anthony Parun | Peanut Louie Fred McNair   | -       | -       | n/a                          | n/a                          |
| 1979  | n/a                         | n/a                         | -                        | -                        | 2e tour (1/16) J. Smith       | Rosie Casals John Lloyd    | -       | -       | n/a                          | n/a                          |

Sous le résultat, le partenaire ; à droite, l’ultime équipe adverse.

## Parcours en Coupe de la Fédération
| #                                                                           | Date       | Lieu            | Surface                      | Gagnante(s)                  | Perdante(s)                        | Score            |          |
|                                                                             |            |                 |                              |                              |                                    |                  |          |
| 1973 - 1er tour (groupe mondial) - Nouvelle-Zélande - Indonésie - 1 : 2     |            |                 |                              |                              |                                    |                  |          |
| 1                                                                           | 30/04/1973 | Bad Homburg     | Terre (ext.)                 | Lita Sugiarto                | Judy Connor                        | 6-2, 6-4         | Parcours |
| 1                                                                           | 30/04/1973 | Bad Homburg     | Terre (ext.)                 | Judy Connor Marilyn Pryde    | Lany Kaligis Lita Sugiarto         | 6-3, 10-8        | Parcours |
|                                                                             |            |                 |                              |                              |                                    |                  |          |
| 1974 - 1er tour (groupe mondial) - Espagne - Nouvelle-Zélande - 3 : 0       |            |                 |                              |                              |                                    |                  |          |
| 2                                                                           | 13/05/1974 | Naples          | Terre (ext.)                 | Baldovinos-Cibeira           | Judy Connor                        | 6-4, 11-13, 11-9 | Parcours |
|                                                                             |            |                 |                              |                              |                                    |                  |          |
| 1975 - 1er tour (groupe mondial) - Nouvelle-Zélande - Suède - 0 : 3         |            |                 |                              |                              |                                    |                  |          |
| 3                                                                           | 05/05/1975 | Aix-en-Provence | Terre (ext.)                 | Helen Anliot                 | Judy Connor                        | 6-4, 6-0         | Parcours |
| 3                                                                           | 05/05/1975 | Aix-en-Provence | Terre (ext.)                 | Ingrid Löfdahl Mimi Wikstedt | Judy Connor Chris Newton           | 6-1, 6-3         | Parcours |
|                                                                             |            |                 |                              |                              |                                    |                  |          |
| 1976 - 1er tour (groupe mondial) - Argentine - Nouvelle-Zélande - 2 : 1     |            |                 |                              |                              |                                    |                  |          |
| 4                                                                           | 22/08/1976 | Philadelphie    | Moquette (int.)              | Raquel Giscafré              | Judy Connor                        | 6-1, 7-6         | Parcours |
| 4                                                                           | 22/08/1976 | Philadelphie    | Moquette (int.)              | Judy Connor Chris Newton     | Beatriz Araujo Elvira Weisenberger | 7-5, 6-3         | Parcours |
|                                                                             |            |                 |                              |                              |                                    |                  |          |
| 1977 - 1er tour (groupe mondial) - Belgique - Nouvelle-Zélande - 1 : 2      |            |                 |                              |                              |                                    |                  |          |
| 5                                                                           | 13/06/1977 | Eastbourne      | Herbe (ext.)                 | Michèle Gurdal               | Judy Connor                        | 4-6, 6-2, 8-6    | Parcours |
|                                                                             |            |                 |                              |                              |                                    |                  |          |
| 1977 - 2e tour (groupe mondial) - Afrique du Sud - Nouvelle-Zélande - 3 : 0 |            |                 |                              |                              |                                    |                  |          |
| 6                                                                           | 13/06/1977 | Eastbourne      | Herbe (ext.)                 | Brigitte Cuypers             | Judy Connor                        | 6-2, 6-2         | Parcours |
|                                                                             |            |                 |                              |                              |                                    |                  |          |
| 1978 - 1er tour (groupe mondial) - Nouvelle-Zélande - Canada - 3 : 0        |            |                 |                              |                              |                                    |                  |          |
| 7                                                                           | 27/11/1978 | Melbourne       |                              | Judy Connor                  | Marjorie Blackwood                 | 5-7, 6-4, 7-5    | Parcours |
| 7                                                                           | 27/11/1978 | Melbourne       | Judy Connor Chris Newton     | Wendy Barlow Lisette Senn    | 6-4, 6-3                           |                  | Parcours |
|                                                                             |            |                 |                              |                              |                                    |                  |          |
| 1978 - 2e tour (groupe mondial) - États-Unis - Nouvelle-Zélande - 3 : 0     |            |                 |                              |                              |                                    |                  |          |
| 8                                                                           | 27/11/1978 | Melbourne       |                              | Chris Evert                  | Judy Connor                        | 6-1, 6-1         | Parcours |
| 8                                                                           | 27/11/1978 | Melbourne       | Chris Evert Billie Jean King | Judy Connor Chris Newton     | 6-1, 6-1                           |                  | Parcours |
|                                                                             |            |                 |                              |                              |                                    |                  |          |
| 1980 - 1er tour (groupe mondial) - Nouvelle-Zélande - Mexique - 2 : 0       |            |                 |                              |                              |                                    |                  |          |
| 9                                                                           | 19/05/1980 | Berlin          | Terre (ext.)                 | Judy Connor                  | Maluca Llamas                      | 7-6, 6-0         | Parcours |
|                                                                             |            |                 |                              |                              |                                    |                  |          |
| 1980 - 2e tour (groupe mondial) - États-Unis - Nouvelle-Zélande - 3 : 0     |            |                 |                              |                              |                                    |                  |          |
| 10                                                                          | 19/05/1980 | Berlin          | Terre (ext.)                 | Tracy Austin                 | Judy Connor                        | 6-1, 6-1         | Parcours |
| 10                                                                          | 19/05/1980 | Berlin          | Terre (ext.)                 | Rosie Casals Kathy Jordan    | Judy Connor Chris Newton           | 6-2, 7-5         | Parcours |
|                                                                             |            |                 |                              |                              |                                    |                  |          |
| 1981 - 1er tour (groupe mondial) - Nouvelle-Zélande - Taïwan - 1 : 2        |            |                 |                              |                              |                                    |                  |          |
| 11                                                                          | 09/11/1981 | Tokyo           | Terre (ext.)                 | Wen Hsiu-Tsuan               | Judy Connor                        | 6-2, 6-4         | Parcours |
| 11                                                                          | 09/11/1981 | Tokyo           | Terre (ext.)                 | Judy Connor Chris Newton     | Ho Chiu-Mei Wen Hsiu-Tsuan         | 6-2, 6-3         | Parcours |
|                                                                             |            |                 |                              |                              |                                    |                  |          |
| 1982 - 1er tour (groupe mondial) - Suisse - Nouvelle-Zélande - 2 : 1        |            |                 |                              |                              |                                    |                  |          |
| 12                                                                          | 19/07/1982 | Santa Clara     | Dur (ext.)                   | Petra Delhees C. Jolissaint  | Judy Connor Linda Stewart          | 6-1, 6-0         | Parcours |